# Европейский математический конгресс
Европейский математический конгресс — съезд математиков Европы.
Конгресс собирается раз в 4 года под эгидой Европейского математического общества.
На церемонии открытия сообщаются имена лауреатов премий за достижения в математике:
- Премия Европейского математического общества, присуждается с 1992 года[4].
- Премия Феликса Клейна, с 2000 года[5].
- Премия Отто Нейгебауэра, с 2012 года[6]

Содержание докладов и обсуждений публикуется в материалах конгресса.

## Общий список конгрессов
1. 1992: Париж, Франция
2. 1996: Будапешт, Венгрия
3. 2000: Барселона, Испания
4. 2004: Стокгольм, Швеция
5. 2008: Амстердам, Нидерланды
6. 2012: Краков, Польша
7. 2016: Берлин, Германия